# Mirjam Pressler
Mirjam Pressler (Darmstadt, 1940. június 18. – Landshut, 2019. január 16.) német író, műfordító.

## Művei
- Bitterschokolade (1980)
- Kratzer im Lack (1981)
- Nun red doch endlich (1981)
- Stolperschritte (1981)
- Novemberkatzen (1982)
- Zeit am Stiel (1982)
- Katharina und so weiter (1984)
- Nickel Vogelpfeifer (1984)
- Riesenkuß und Riesenglück (1984)
- Mit vierundsechzig stirbt man nicht (1986)
- Goethe in der Kiste (1987)
- Jessi, ich schenk dir meinen Wackelzahn (1987)
- Bär Brumm Bär (1988)
- Jessi – Lutzibutzi spinnt (1990)
- Wer sich nicht traut, ist ein Feigling. Geschichten zum Mutmachen (1990)
- Der schönste Hund der Welt (1992)
- Ich sehne mich so. Die Lebensgeschichte der Anne Frank (1992)
- Sieben und eine Hex. Hexengeschichten (1992)
- Auch Vampire können sich irren und andere Geschichten zum Gruseln (1994)
- Wenn das Glück kommt, muss man ihm einen Stuhl hinstellen (1994)
- Jessi, Eine Sekunde nicht aufgepasst (1995)
- Jessi und die Tante Dorothea (1995)
- Ben und Lena im Kindergarten (1997)
- Ben und Lena und das Kätzchen (1997)
- Ben und Lena gehen einkaufen (1998)
- Ben und Lena gehen zum Arzt (1999)
- Geschichten von Jessi (1999)
- Shylocks Tochter. Venedig im Jahre 1568, Ghetto von Venedig 5327/8 (1999)
- Ben und Lena freuen sich auf Weihnachten (2000)
- Neues von Jessi (2000)
- Malka Mai (2001); ford. Dóka Péter, 2004
- Für Isabel war es Liebe (2002)
- Die Zeit der schlafenden Hunde (2003)
- Rosengift (2004)
- Wundertütentage (2005)
- Golem, stiller Bruder (2007)
- Nathan und seine Kinder (2009)
- Grüße und Küsse an alle. Die Geschichte der Familie von Anne Frank (2009)
- Ein Buch für Hanna (2011)
- Guten Morgen, gute Nacht (2011)
- Wer morgens lacht (2013)
- Ich bin's Kitty. Aus dem Leben einer Katze (2018)
- Dunkles Gold (2019)

## Magyarul
- Malka Mai; ford. Dóka Péter; Móra, Bp., 2004

## Díjai
- Friedrich Bödecker-díj (1998)
- Carl Zuckmayer-medál (2001)
- Buber-Rosenzweig-medál (2013)